# Verbascum vanense
Verbascum vanense är en flenörtsväxtart som beskrevs av Hub.-mor.. Verbascum vanense ingår i släktet kungsljus, och familjen flenörtsväxter. Inga underarter finns listade i Catalogue of Life.